# Crangonyx setodactylus
Crangonyx setodactylus är en kräftdjursart som beskrevs av Edward Lloyd Bousfield 1958. Crangonyx setodactylus ingår i släktet Crangonyx och familjen Crangonyctidae. Inga underarter finns listade i Catalogue of Life.